# Taeke Schuilenga
Taeke Schuilenga (Surhuisterveen, 29 oktober 1878 - Tiesingabosje,  Oosterwolde, 4 november 1943) was een Nederlandse ondernemer die slachtoffer is geworden van de Aktion Silbertanne.
De anti-nazi-Duitsland gezinde Schuilenga was koekfabrikant en invloedrijk inwoner van Surhuisterveen. Op 29 oktober 1943 werd de zoon van NSB'er Pier Nobach door het verzet omgebracht. Als represaille werd Schuilenga opgepakt en nog diezelfde avond in de buurt van Oosterwolde door de Duitsers doodgeschoten.
Ter nagedachtenis staat er in het Tiesingabosje een monument. 

## Externe link

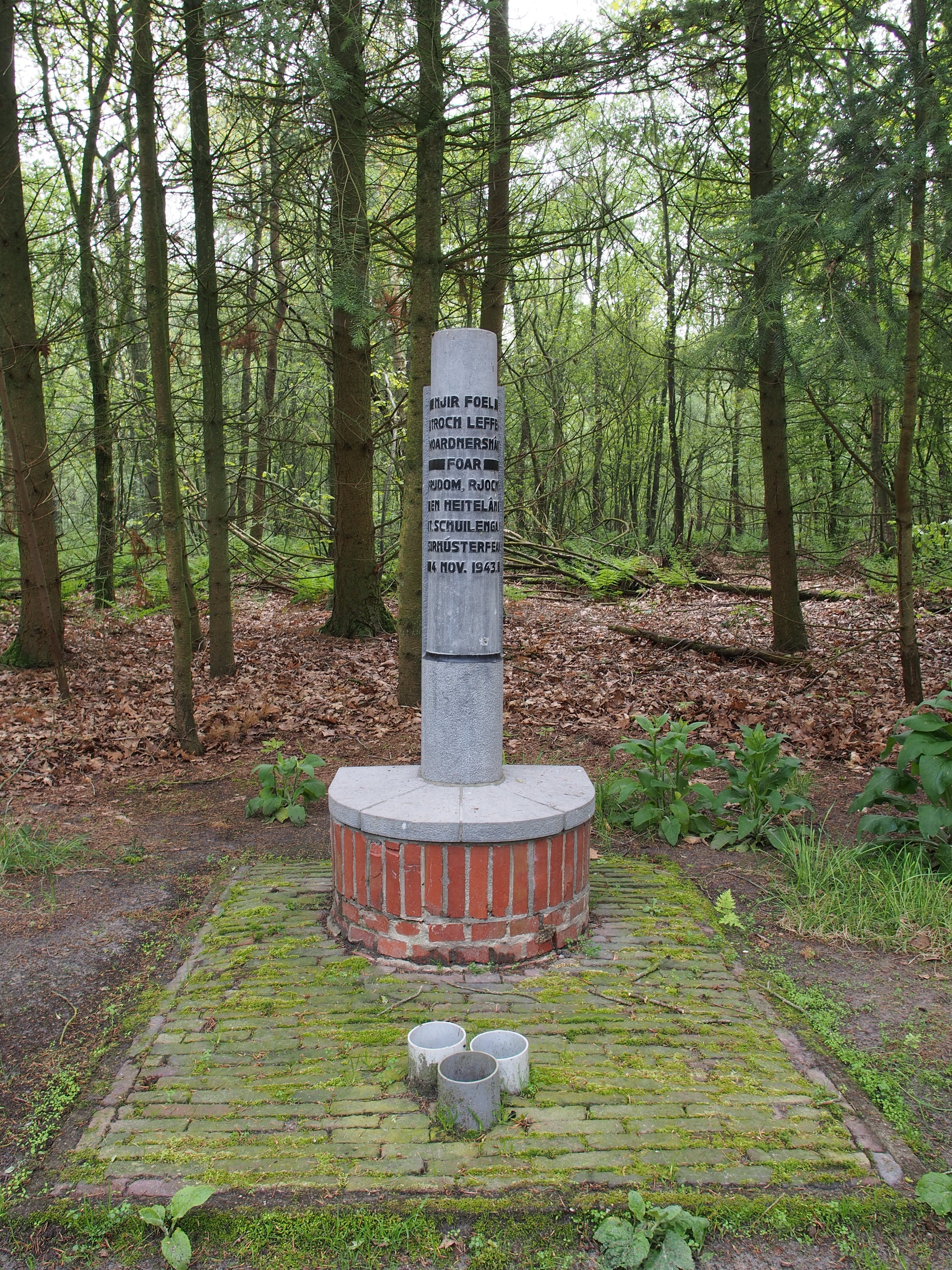
Monument in Tiesingabosje